# Ignacio Torres Sepúlveda
Ignacio Torres (Ciudad de México, México, 25 de septiembre de 1983) es un futbolista Mexicano retirado que jugaba como mediocampista, se retiró en el Celaya FC del extinto circuito de Ascenso MX.

## Trayectoria
Nacho Torres fue lanzado en el sistema de jóvenes del Club América de que una vez incluidos futuros jugadores como Germán Villa, Cuauhtémoc Blanco y José Antonio Castro.
Fue miembro de la selección mexicana que participó en la Copa del mundo Sub-20 organizado por los Emiratos Árabes Unidos el año 2003.
Anteriormente jugó en el Tampico Madero Fútbol Club (2005-2006) en préstamo desde el América. San Luis FC lo llevó hacia atrás después de que terminó su contrato de préstamo con el América después de todo esto llegó al Puebla FC en 2013 después de no llegar a un acuerdo económico regresó a Jaguares de Chiapas, debido a la desaparición de San Luis quedó como Agente libre, hasta que Mérida Se hizo de sus servicios .

## Clubes
| Club                       | País   | Año             |
| -------------------------- | ------ | --------------- |
| América                    | México | 2003 - 2004     |
| San Luis                   | México | 2004 - 2005     |
| Tampico Madero Fútbol Club | México | 2006            |
| América                    | México | 2006 - 2007     |
| San Luis                   | México | 2007 - 2012     |
| Atlante                    | México | 2012            |
| Mérida FC                  | México | 2013            |
| Agente libre               |        | 2013            |
| Mérida FC                  | México | 2014 - 2015     |
| Celaya FC                  | México | 2017 - Presente |

- Datos: Q10380658